# Архиепархия Каскавела
 Архиепархия Каскавела (лат. Archidioecesis Cascavellensis) — архиепархия Римско-католической церкви c центром в городе Каскавел, Бразилия. В митрополию Каскавела входят епархии Палмас-Франсишку-Белтрана, Толеду, Фос-ду-Игуасу. Кафедральным собором архиепархии Каскавела является собор Пресвятой Девы Марии.

## История
5 мая 1978 года Святой Престол учредил епархию Каскавела, выделив её из епархии Толеду. В этот же день епархия Каскавела вошла в митрополию Куритибы.
16 октября 1979 года Римский папа Иоанн Павел II выпустил буллу Maiori Christifidelium, которой возвёл епархию Каскавела в ранг архиепархии.

## Ординарии архиепархии
- архиепископ Armando Círio (5.05.1978 — 27.12.1995);
- архиепископ Lúcio Ignácio Baumgaertner (27.12.1995 — 21.10.2007);
- архиепископ Mauro Aparecido dos Santos (31.10.2007 — 11.03.2021, до смерти);
- архиепископ Adelar Baruffi (22.09.2021 — 12.02.2024, в отставке);
- архиепископ José Mário Scalon Angonese (2.05.2024 — по настоящее время).

## Источник
- Annuario Pontificio, Libreria Editrice Vaticana, Città del Vaticano, 2003, ISBN 88-209-7422-3
- Булла Cum Toletanus Архивная копия от 3 марта 2013 на Wayback Machine, AAS 70 (1978), стр. 388 (лат.)
- Булла Maiori Christifidelium Архивная копия от 16 мая 2014 на Wayback Machine (лат.)